# III. Konstantin moldvai fejedelem
Constantin Cantemir (1612. november 8. – Jászvásár, 1693. március 24.) Moldva fejedelme volt 1685. június 25. – 1693. március 24. között.

## Élete
Budzsáki tatár származású, vitéz jellemű, ámde műveletlen volt; Ion Neculce krónikás szerint írástudatlan volt, csak a nevét tanulta meg aláírni. Részt vett a lengyelek, osztrákok és törökök közötti háborúkban. A törökök oldalán állt, de tájékoztatta III. János lengyel királyt a török tervekről. Összeesküvés vádjával kivégeztette a krónikás Miron Costint és Velicico Costin hetmant, akik a lengyelbarát politikát képviselték Moldvában. A nogaji tatárok uralkodása alatt feldúlták Moldvát, azután a lengyelek nyomultak be az országba. Mivel a havasalföldi Constantin Brâncoveanu cselszövései miatt veszélyben látta trónját, a török politika mellé állt.
Fiainak, Antioh és Dimitrie Cantemirnek jó neveltetést biztosított. Ez utóbbi latin nyelvű dicsőítő művet írt apjáról „Vita Constantini Cantemiri” címen, amelyben megpróbálta megmagyarázni Miron Costin megöletését.

## Fordítás
Ez a szócikk részben vagy egészben a Constantin Cantemir című román Wikipédia-szócikk ezen változatának fordításán alapul.  Az eredeti cikk szerkesztőit annak laptörténete sorolja fel. Ez a jelzés csupán a megfogalmazás eredetét és a szerzői jogokat jelzi, nem szolgál a cikkben szereplő információk forrásmegjelöléseként.

## Külső hivatkozások
- Cantemir-család